# CCU-verpleegkundige

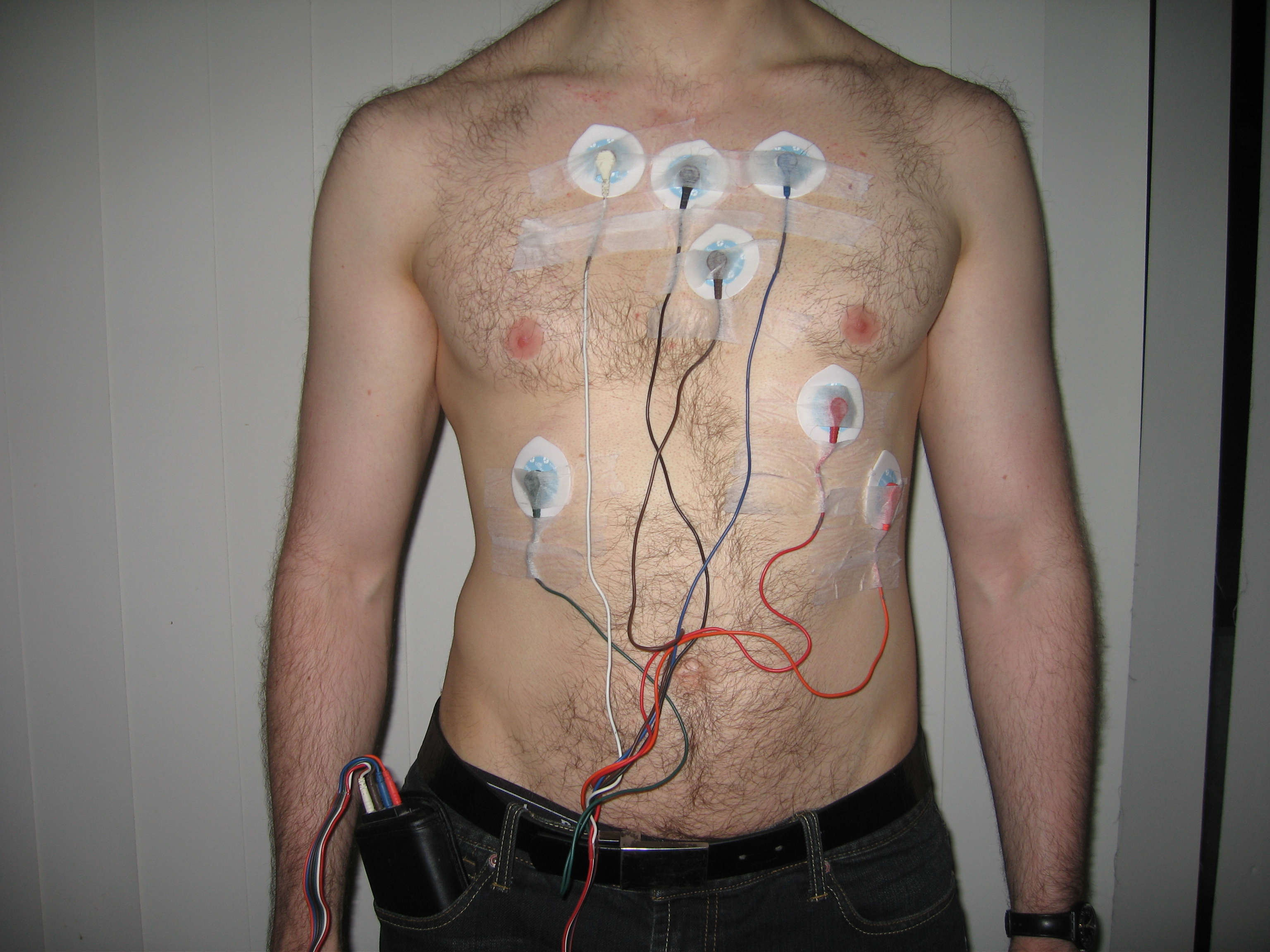
Het aanleggen en aflezen van een Holter-ECG is een van de veel voorkomende taken.

Een CCU-verpleegkundige (voluit cardiac-care-verpleegkundige of coronary-care-verpleegkundige) is een verpleegkundige met een vervolgopleiding die werkzaam is op de hartbewakingsafdeling (CCU).

## Functie
Een CCU-verpleegkundige werkt met patiënten met levensbedreigende aandoeningen van cardiologische aard, waarbij de vitale functies 24 uur per etmaal bewaakt moeten worden. Een CCU-verpleegkundige werkt veel met medische apparatuur. Ook maakt de CCU-verpleegkundige deel uit het van reanimatieteam.

## Opleiding

### Nederland
De opleiding voor deze specialisatie is een verpleegkundige vervolgopleiding (basis verpleegkunde opleiding is vereist) van circa 1 jaar die alleen in BBL-variant te volgen is. Hierbij wordt stage gelopen op de CCU, EHH en op de IC-afdeling.
Lijst van verpleegkundige specialisaties · portaal · afbeeldingen